# بيت ماكافري
بيت ماكافري (بالإنجليزية: Pete McCaffrey)‏ مواليد 24 ديسمبر 1938 في توسون - الوفاة 4 مارس 2012، كان لاعب كرة سلة أمريكي. بلغ طوله 6 قدم 6 بوصة (2.0 م). مثّل منتخب بلاده. شارك في مسابقة كرة السلة في الألعاب الأولمبية الصيفية.

## الميداليات
| الميدالية | المسابقة                       |
| --------- | ------------------------------ |
| ذهبية     | الألعاب الأولمبية الصيفية 1964 |

## روابط خارجية
- بيت ماكافري على موقع الاتحاد الدولي لكرة السلة (الإنجليزية)
- بيت ماكافري على موقع الاتحاد الدولي لكرة السلة (الإنجليزية)
- بيت ماكافري على موقع كلية كرة السلة في سبورتس رفرنس.كوم (الإنجليزية)
- بيت ماكافري على موقع سبورتس رفرنس (الإنجليزية)
- بيت ماكافري على موقع أوليمبيديا (الإنجليزية)